# 4433 Ґолдстоун
4433 Ґолдстоун (4433 Goldstone) — астероїд головного поясу, відкритий 30 серпня 1981 року.
Тіссеранів параметр щодо Юпітера — 3,476.